# Fosfito de potasio
El fosfito de potasio es una mezcla de fosfito monopotásico y fosfito dipotásico. Se trata de una sal blanca soluble en agua que se emplea como fungicida debido al efecto elicitor que produce en las plantas que estimula la defensa natural de las mismas.

## Síntesis
Lo más habitual es usar una reacción de neutralización entre el ácido fosforoso y el hidróxido de potasio:
{\displaystyle \mathrm {2\ H_{3}PO_{3}\ +\ 3\ KOH\ \longrightarrow \ KH_{2}PO_{3}\ +\ K_{2}HPO_{3}\ +\ 3\ H_{2}O} }
Esta síntesis es a través de una reacción exotérmica, por lo que el control de temperatura es importante para evitar que la disolución entre en ebullición.
Otra alternativa, aunque medioambientalmente menos sostenible debido a la liberación de CO2, es el emplear carbonato de potasio en lugar del hidróxido. Esta reacción es menos violenta y no necesita de un control de temperatura tan estricto:
{\displaystyle \mathrm {4\ H_{3}PO_{3}\ +\ 3\ K_{2}CO_{3}\ \longrightarrow \ 2\ KH_{2}PO_{3}\ +\ 2\ K_{2}HPO_{3}\ +\ 3\ H_{2}O+\ 3\ CO_{2}} }